# Sokolac
Sokolac (v srbské cyrilici Соколац) je město a sídlo opštiny v Republice srbské, v Bosně a Hercegovině. Nachází se v východní části země, mezi Sarajevem a údolím řeky Driny. Rozkládá se na náhorní plošině v horské krajině. Podle údajů ze sčítání lidu z roku 2013 mělo 5 919 obyvatel.
Město se rozvíjelo především díky dřevozpracujícímu průmyslu. V dobách socialistické Jugoslávie zde sídlil podnik Romanija AD, vznikly zde také i továrny na výrobu kolečkových ložisek, textilní a kožedělné podniky a dalších. Po válce v Bosně a Hercegovině se některé z místních podniků dostaly do ekonomicky těžké situace a zkrachovaly. Sídlí zde také některé státní podniky, které vlastní Republika srbská.

## Galerie

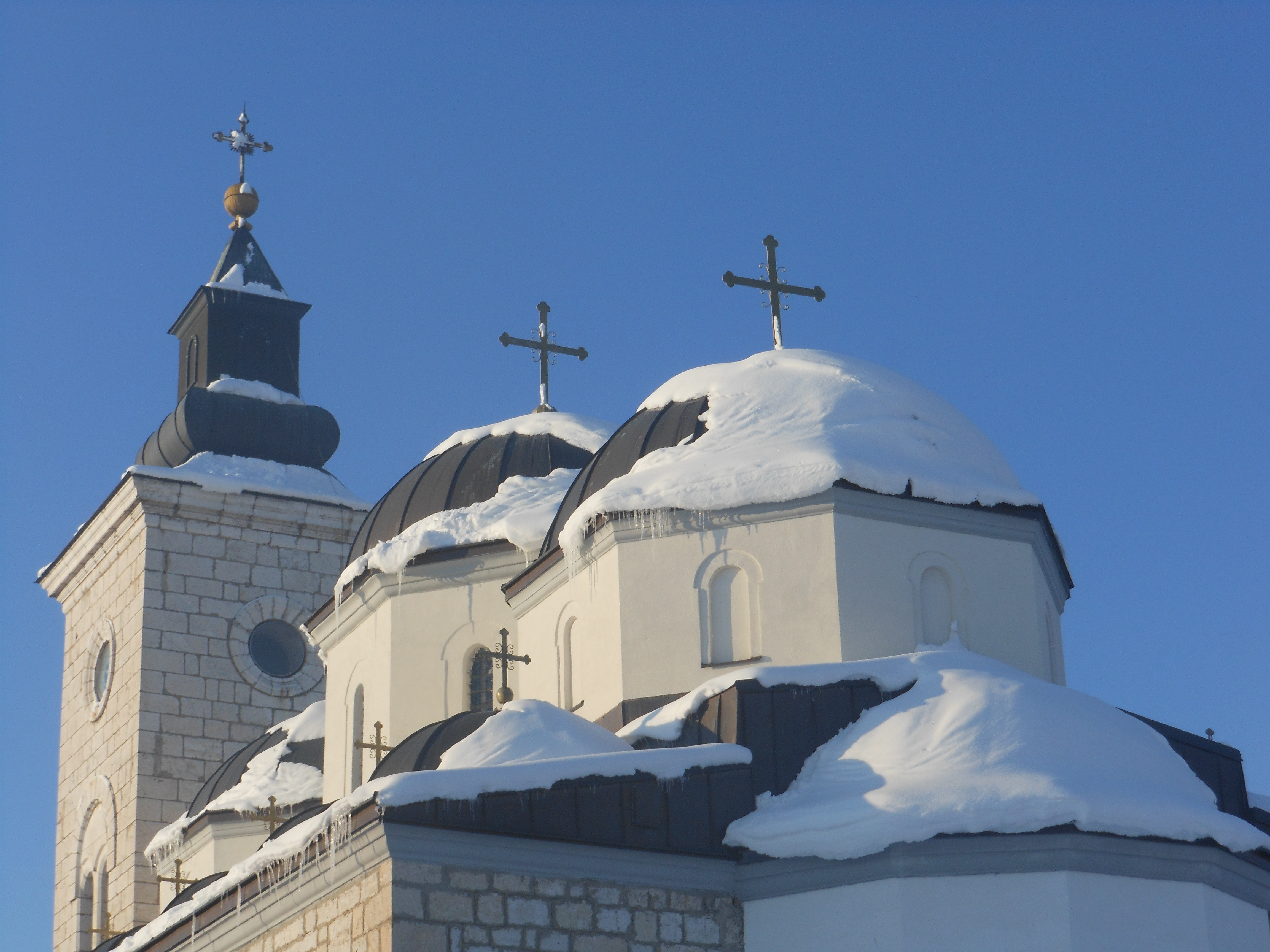
Kostel Romanijská Lazarica
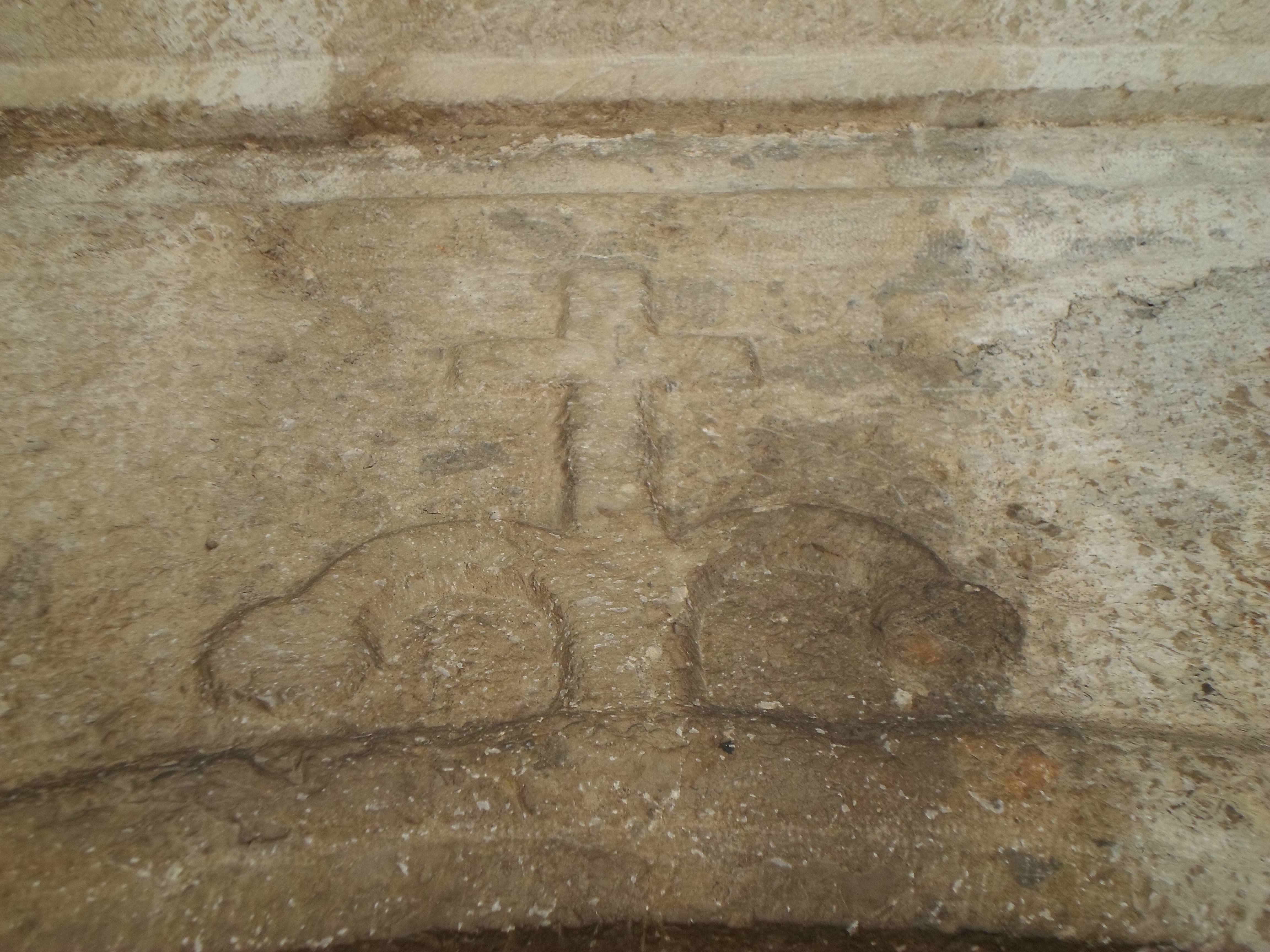
Kostel sv. Eliáše (Iliji)
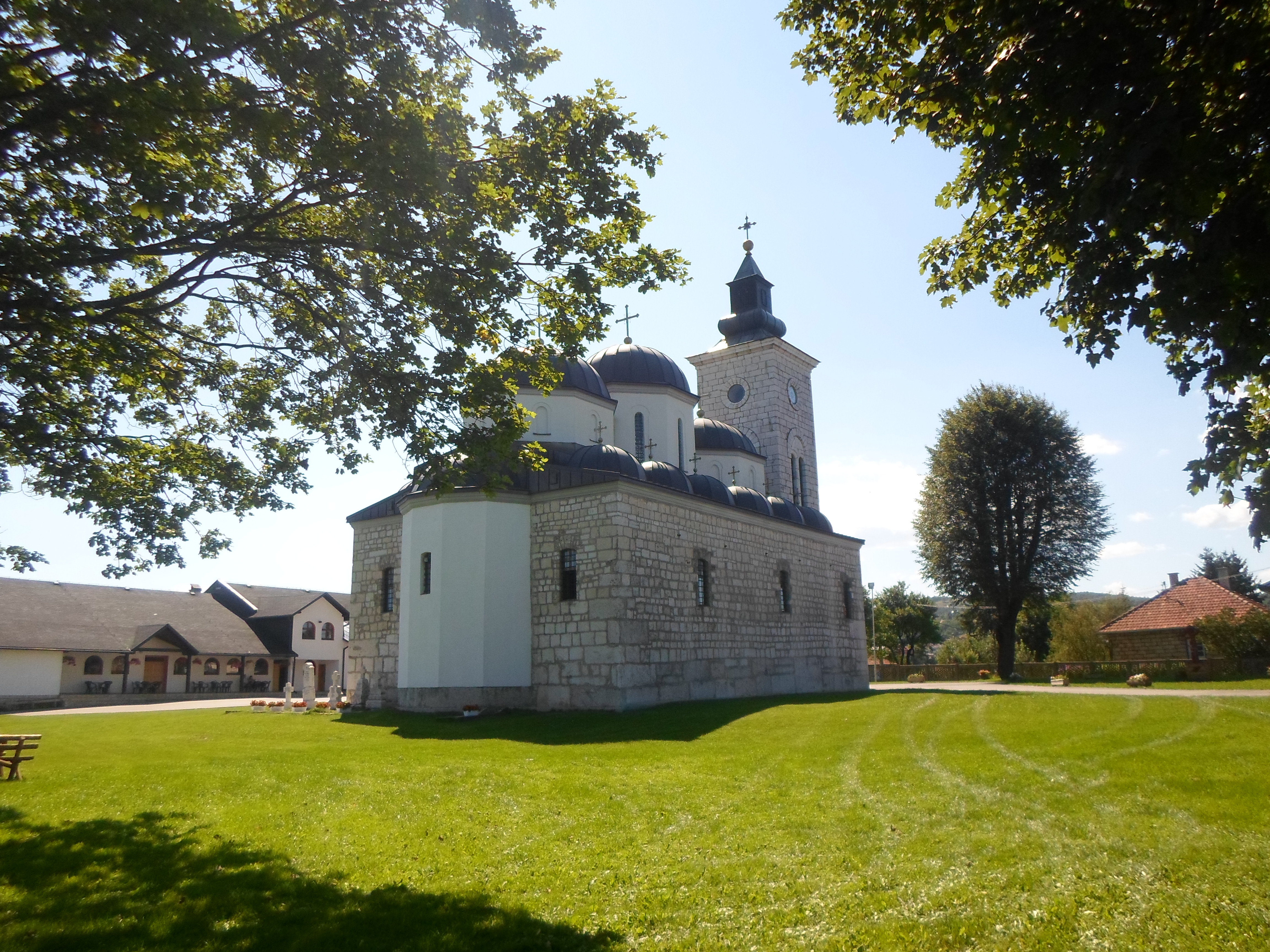
Kostel sv. Eliáše (Iliji)
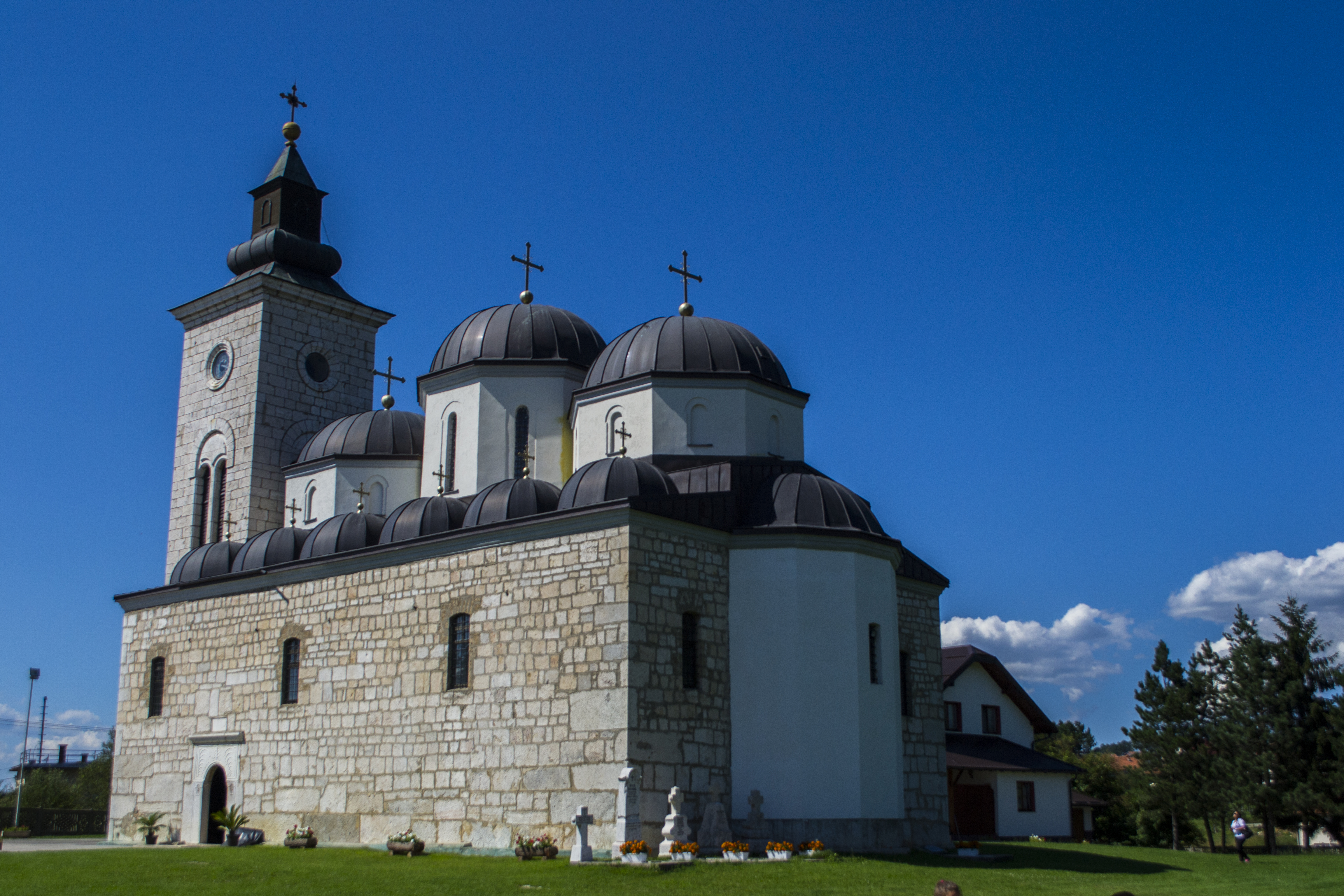
Kostel Romanijská Lazarica